# アンドリ・S.マグナソン
アンドリ・S.マグナソン（Andri Snaer Magnason 、1973年7月14日 - ）は、アイスランドの作家、児童文学作家、口承文芸研究家、自然保護活動家。
1973年アイスランド・レイキャヴィク生まれ。アイスランド大学人文学部アイスランド語学科を卒業。大学在学中から詩集や短篇小説などを刊行、作家として活躍する。
1999年出版の『青い惑星のはなし（The Story of the Blue Planet）』で児童書初のアイスランド文学賞を受賞。2002年出版の『ラブスター博士の最後の発見（LoveStar）』でフィリップ・K・ディック賞特別賞、イマジネール大賞を受賞。2006年出版の『よみがえれ！夢の国アイスランド（Dreamland – A Self Help Manual For A Frightened Nation）』で2度目、2013年出版の『タイムボックス（The Time Casket）』で3度目のアイスランド文学賞を受賞。
2016年6月のアイスランド大統領選挙に出馬し、26,037票（得票率14.04パーセント）を集めたが、当選はならず、第3位。

## 主要な著作
- 『ラブスター博士の最後の発見』（LoveStar、佐田千織訳、東京創元社、創元SF文庫） 2014年　ISBN　978-4-488-75101-2
- 『青い惑星のはなし』（The Story of The Blue Planet (Sagan af bláa hnettinum)、土師明子訳、学習研究社） 2007年　ISBN　978-4-05-403398-6
- 『よみがえれ！夢の国アイスランド 世界を救うアイデアがここから生まれる』（Dreamland – A Self Help Manual For A Frightened Nation (Draumalandið - sjálfshjálparbók handa hræddri þjóð、2006)、森内薫訳、NHK出版） 2009年　ISBN 978-4-14-081396-6
- 『タイムボックス』（The Time Casket (Tímakistan、2013)、野沢佳織訳、NHK出版） 2016年　ISBN 978-4-14-005681-3